# Code Name: Geronimo
Code Name: Geronimo (SEAL Team 6: The Raid on Osama Bin Laden) è un film per la televisione del 2012 diretto da John Stockwell.
La pellicola narra le vicende dell'operazione che portò all'uccisione del terrorista Osama bin Laden.

## Trama
Il team 6 dei Navy SEAL si addestra in Afghanistan per una missione segreta di cui non si conosce ancora il bersaglio, ma solo il suo nome in codice: Geronimo. Nel frattempo alcuni agenti della CIA cercano di scoprire l’ubicazione del nascondiglio di Osama bin Laden, quando quest’ultimo viene trovato la squadra viene inviata in Pakistan con l'obiettivo di ucciderlo.

## Produzione
Le riprese del film sono iniziate il 6 febbraio 2012 e sono state effettuate nello Stato del Nuovo Messico, negli Stati Uniti d'America.

## Distribuzione
Il primo trailer del film viene diffuso il 20 settembre 2012, insieme alla locandina italiana.
Negli Stati Uniti la pellicola non viene distribuita nelle sale, ma debutta con il titolo SEAL Team Six: The Raid on Osama Bin Laden direttamente su National Geographic Channel il 4 novembre 2012 e in streaming su Netflix dal giorno successivo.
La pellicola viene distribuita nelle sale italiane l'8 novembre 2012. Il film era stato presentato in anteprima il 2 novembre nella sezione Movies del Lucca Comics & Games.

## Film correlati
- Zero Dark Thirty